# Boeing XP-8
El Boeing XP-8 (Boeing Model 66) fue un prototipo de caza biplano estadounidense de los años 20 del siglo XX, notable por su diseño inusual que incorporaba el radiador del motor en el ala inferior.

## Diseño y desarrollo
Boeing desarrolló el prototipo en 1926 como aventura privada, con el objetivo de ganar la competición del Cuerpo Aéreo del Ejército anunciada en 1925. Diseñado por Boeing como su Model 66, el fuselaje era básicamente un PW-9 con un motor experimental Packard 2A-1500 de 600 hp. Para optimizar la aerodinámica alrededor del motor, el radiador fue retrasado por lo que la entrada coincidía con el borde de ataque del ala inferior, resultando en un inusual perfil estrecho alrededor del motor.

### Pruebas
Las pruebas del avión por parte del Ejército comenzaron en enero de 1928, y se comportó bien, pero las prestaciones se quedaron cortas, alcanzando una velocidad máxima de sólo 278,74 km/h. Aun así, el prototipo continuó de servicio en el Cuerpo Aéreo hasta junio de 1929, tras lo que fue desguazado. El diseño del fuselaje pervivió en el Boeing F2B de la Armada.

## Operadores
Estados Unidos
- Cuerpo Aéreo del Ejército de los Estados Unidos

## Especificaciones (XP-8)
Referencia datos: Fighters of the United States Air Force

### Características generales
- Tripulación: Uno (piloto)
- Longitud: 7,1 m (23,4 ft)
- Envergadura: 9,2 m (30,1 ft)
- Altura: 2,7 m (9 ft)
- Superficie alar: 24,2 m² (260 ft²)
- Peso vacío: 1084 kg (2389,1 lb)
- Peso máximo al despegue: 1552 kg (3420,6 lb)
- Planta motriz: 1× motor lineal V-12 refrigerado por líquido Packard 2A-1500.
  - Potencia: 448 kW (618 HP; 609 CV)

### Rendimiento
- Velocidad máxima operativa (Vno): 283 km/h (176 MPH; 153 kt) a 1830 m
- Velocidad crucero (Vc): 238 km/h (148 MPH; 129 kt)
- Alcance: 523 km (282 nmi; 325 mi)
- Techo de vuelo: 6386 m (20 951 ft)
- Régimen de ascenso: 8,9 m/s (1750 ft/min)

### Armamento
- Ametralladoras: 

  - 1 de 12,7 mm
  - 1 de 7,62 mm

## Aeronaves relacionadas

### Secuencias de designación
- Secuencia Numérica (interna de Boeing): ← 58 - 63 - 64 - 66 - 67 - 68 - 69 →
- Secuencia P-_ (Cazas (Pursuit) del USAAC/USAAF/USAF, 1924-1962): ← P-5 - P-6 - XP-7 - XP-8 - XP-9 - XP-10 - P-11 →